# Bab El Bhar (délégation)
Bab El Bhar est une délégation tunisienne dépendant du gouvernorat de Tunis.
En 2004, elle compte 39 806 habitants dont 20 754 hommes et 19 052 femmes répartis dans 12 654 ménages et 16 125 logements.

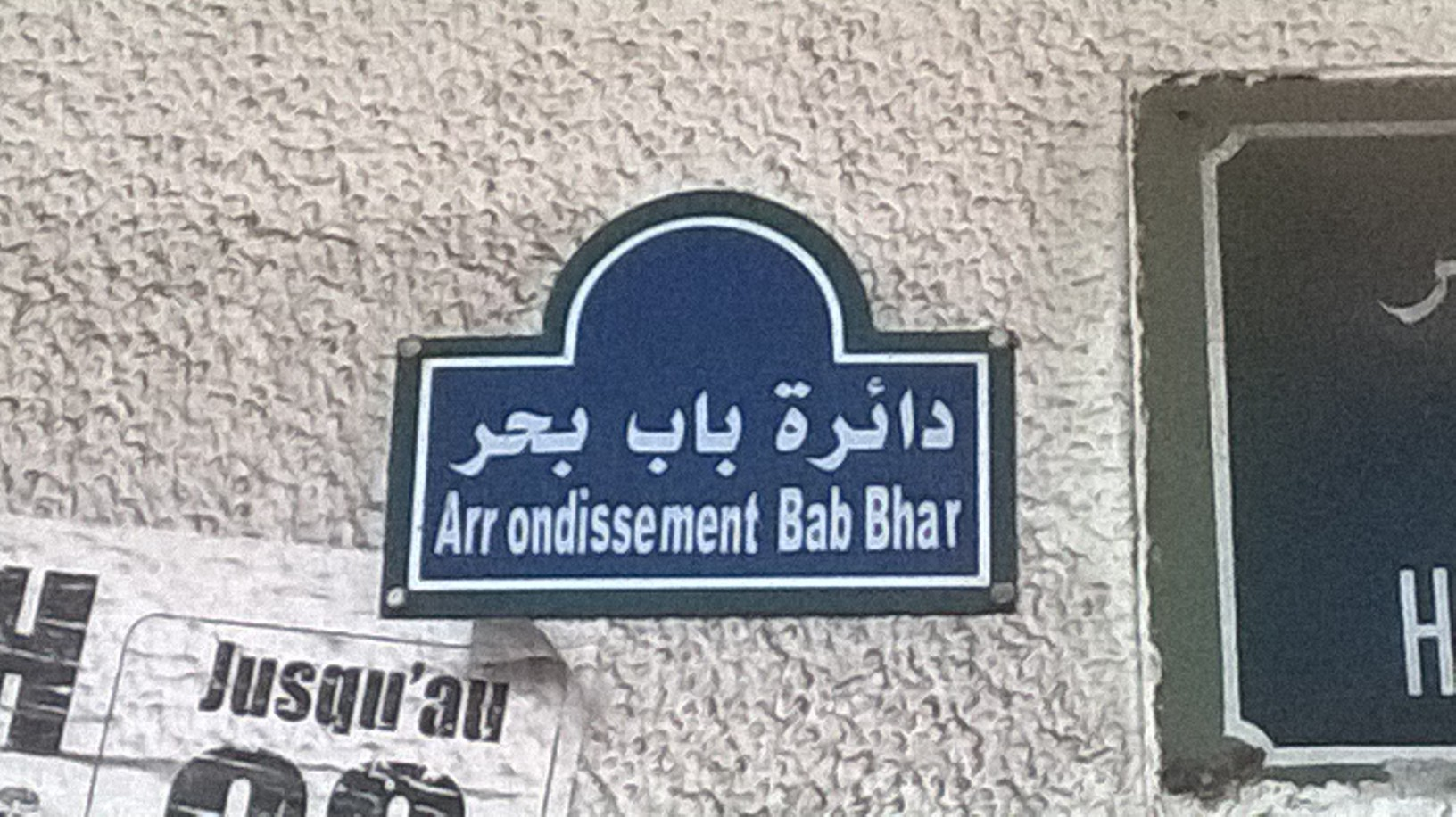
Plaque marquant l'arrondissement de Bab El Bhar

C'est le pôle administratif et économique du gouvernorat de Tunis. En opposition avec la médina, cette délégation constitue la nouvelle ville avec une architecture européenne.
Elle comporte un certain nombre de quartiers dont :
- Bab El Bhar où se trouve l'avenue Habib-Bourguiba ;
- Fondouk El Ghalla (quartier où se trouve le marché central appelé aussi marché Fondouk El Ghalla[2]) ;
- Place de Barcelone ;
- Quartier de Lafayette ;
- Jardin Habib-Thameur dénommé aussi Le Passage ;
- Avenue de la Liberté[3] ;
- Montplaisir.

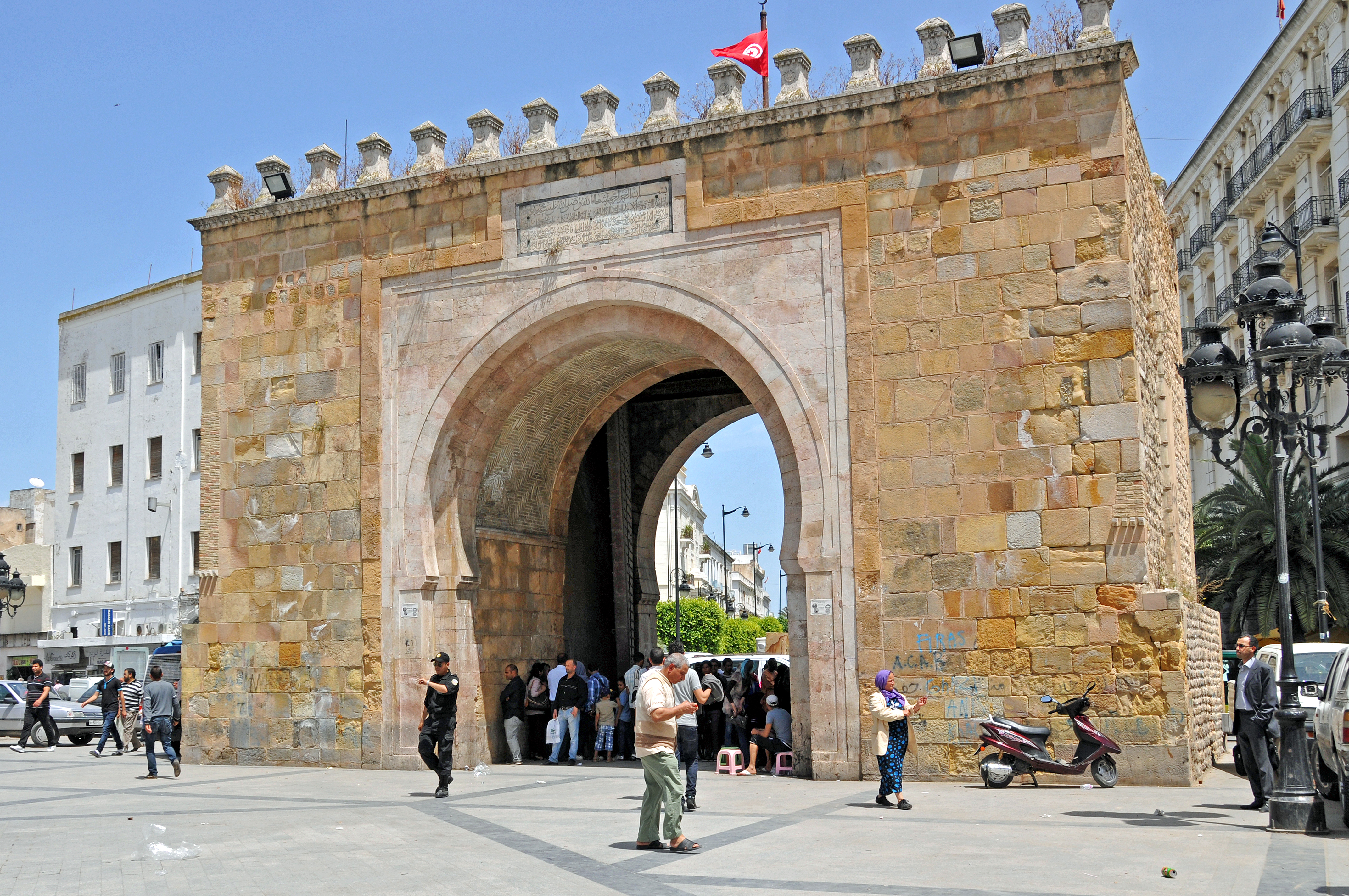
Bab El Bhar

Elle est délimitée par les délégations de la cité El Khadra et d'El Menzah au nord, les délégations d'El Ouardia et de Djebel Jelloud au sud, le lac de Tunis à l'est et les délégations de Bab Souika, de la médina et Sidi El Béchir à l'ouest.